# Lester Bowie
Lester Bowie (ur. 11 października 1941 w Frederick, zm. 8 listopada 1999 w Nowym Jorku) – amerykański trębacz jazzowy i kompozytor. Członek zespołu Art Ensemble of Chicago.

## Życiorys
Urodził się w stanie Maryland. Pracował na Jamajce i w Afryce, gdzie występował i nagrywał z Felą Kutim. W czasie pobytu w Art Ensemble of Chicago był jego siłą napędową.
Poza działalnością w sferze jazzu, na swoich płytach nagrał piosenki wcześniej spopularyzowane przez gwiazdy muzyki rock i pop, takie jak Whitney Houston, Michael Jackson, Marilyn Manson czy David Bowie, łącząc je z „poważniejszym” materiałem.
Wśród jego licznych dokonań znajdują się także płyty nagrane z polskim yassowym zespołem Miłość: Not Two (1994) oraz Talkin’ About Life and Death (1997).
Zmarł na raka wątroby.